# Petri Oravainen
Petri Oravainen (Helsínquia, 26 de janeiro de 1983) é um futebolista finlandês.